# Justin Chambers
Justin Willman Chambers (ur. 11 lipca 1970 w Springfield) − amerykański aktor filmowy i telewizyjny, były model Calvina Kleina.

## Życiorys

### Wczesne lata
Przyszedł na świat w Springfield w stanie Ohio wraz z bratem bliźniakiem Jasonem jako jedno z pięciorga dzieci policjantów - Pameli Sue (z domu Willman) i Johna Williama Eugene’a Chambersa II, który był zastępcą szeryfa. Jego rodzina miała pochodzenia angielskiego, niemieckiego, irlandzkiego i szkockiego. Wychowywał się ze starszym rodzeństwem - bratem i dwiema siostrami. Ukończył Southeastern High School. Studiował przez cztery lata aktorstwo w Herbert Berghof Studio.

### Kariera
Kiedy był na wakacjach w Paryżu został dostrzeżony w paryskim metrze przez agenta domu mody Calvina Kleina. Podpisał kontrakt i podjął pracę jako model dla Calvina Kleina i Giorgio Armaniego na wybiegu w Europie, Japonii i Stanach Zjednoczonych. Następnie występował w kilku sztukach na scenie off-Broadwayu.
Zadebiutował na małym ekranie w operze mydlanej NBC Inny świat (Another World, 1995). Niedługo potem pojawił się w telewizyjnych produkcjach Hallmark/CBS − teledramacie kryminalnym Żniwo ognia (Harvest of Fire, 1996) u boku Jamesa Reada, Jennifer Garner i Erica Mabiusa i telewesternie Rose Hill (1997) z Jennifer Garner i Kevinem Zegersem, a także operze mydlanej CBS Four Corners (1998) z Ann-Margret i teledramacie CBS Sezon miłości (Seasons of Love, 1999) u boku Petera Straussa i Nicka Stahla.
Po raz pierwszy na kinowym ekranie zagrał postać bogatego Treya Tobelseteda z dobrego domu, który okazuje życzliwość żydowskiemu dziecku z ubogiej rodziny w melodramacie Warner Bros. Barry’ego Levinsona Smak wolności (Liberty Heights, 1999) u boku Adriena Brody, Joego Mantegny i Davida Krumholtza.
Wcielił się w tytułowego d’Artagnana w kolejnej ekranizacji najsłynniejszej powieści Aleksandra Dumasa Trzej muszkieterowie − trzymającym w napięciu w stylu kina akcji D’Artagnan (The Musketeer, 2001) z udziałem Catherine Deneuve, Meny Suvari, Stephena Rei i Tima Rotha. W komedii romantycznej Adama Shankmana Powiedz tak (The Wedding Planner, 2001) z Jennifer Lopez i Matthew McConaugheya wystąpił jako włoski imigrant z nadzieją na małżeństwo z główną bohaterką. W dreszczowcu psychologicznym Zodiak (The Zodiac, 2005) zagrał detektywa z San Francisco próbującego obsesyjnie schwytać mordercę.
Od 27 marca 2005 do 5 marca 2020 grał postać doktora Alexa Kareva w serialu stacji ABC Chirurdzy (Grey’s Anatomy).

## Życie prywatne
W 1993 poślubił Keishę. Mają pięcioro dzieci − cztery córki: Isabellę (ur. 1994), bliźniaczki − Mayę i Kailę (ur. 1997) oraz Evę (ur. 1999) i jedynego syna Jacksona (ur. 2002).

## Wybrana filmografia

### Filmy fabularne
- 1996: Żniwo ognia (Harvest of Fire) jako George
- 1997: Różane wzgórze (Rose Hill) jako Cole Clayborne
- 1999: Smak wolności (Liberty Heights) jako Trey Tobelseted
- 2001: D’Artagnan (The Musketeer) jako D’Artagnan
- 2001: Powiedz tak (The Wedding Planner) jako Massimo
- 2002: Histeryczna ślepota (Hysterical Blindness) jako Rick
- 2002: Leopold Bloom jako Ryan
- 2003: For Which It Stands jako żołnierz niemiecki
- 2005: Southern Belles jako Rhett Butler
- 2005: Zodiak jako Matt Parish
- 2008: Dzielnica Lakeview (Lakeview Terrace) jako Donnie Eaton

### Seriale TV
- 2003: Dowody zbrodni (Cold Case) jako Chris Lassing
- 2005−2020: Grey’s Anatomy: Chirurdzy jako Alex Karev